# Supercopa do Chile de Futebol de 2022
A Supercopa do Chile de 2022, também conhecida como Súper Copa Easy 2022 por conta do patrocínio, foi a 10ª edição desta competição, uma partida anual organizada pela Asociación Nacional de Fútbol Profesional (ANFP) na qual se enfrentaram Universidad Católica campeão da Primeira Divisão do Campeonato Chileno de 2021 e Colo-Colo campeão da Copa do Chile de 2021. A partida foi realizada em 23 de janeiro de 2022, O Colo-Colo venceu a partida por 2–0 e faturou sua terceira taça da competição.

## Participantes
Os times participantes foram Universidad Católica e Colo-Colo, campeões da Primeira Divisão Chilena e Copa do Chile da temporada de 2021, respectivamente.
| Clube                | Classificação                               | Participações anteriores   |
| -------------------- | ------------------------------------------- | -------------------------- |
| Universidad Católica | Campeão da Primeira Divisão Chilena de 2021 | 4 (2016, 2017, 2019, 2020) |
| Colo-Colo            | Campeão da Copa do Chile de 2021            | 3 (2017, 2018, 2020)       |

* Em negrito os anos em que foi campeão.

## Partida
| 23 de janeiro de 2022 | Universidad Católica | 0 – 2     | Colo-Colo                                   | Concepción                                                                                 |  |
| 19:00                 |                      | Relatório | - 62' Leonardo Gil - 90+1' Carlo Villanueva | Estádio: Estádio Municipal de Concepción Público: 17 755 espectadores Árbitro: José Cabero |  |

| Universidad Católica | Colo-Colo |

## Premiação
| Supercopa do Chile de 2022     |
| ------------------------------ |
| Colo-Colo Campeão (3.º título) |